# Bob Sinclar
Bob Sinclar (født Christophe Le Friant 10. maj 1969) er en fransk musikproducer, DJ og ejer af Yellow Productions. Han fik i 2005 et stort hit med sangen "Love Generation".

## Historie
Sinclair begyndte som DJ i 1987, da han var 18 år. Han gik under navnet Chris The French Kiss og specialiserede sig i funk og hip-hop musik. Det første hit blev "Gym & Tonic", som han lavede sammen med Thomas Bangalter fra Daft Punk. Nummeret indeholdt også en sample, som var ulovlig taget fra en træningsvideo med Jane Fonda.
Sinclar har arbejdet under flere pseudonymer som The Mighty Bop og Reminiscence Quartet. Han har også startet det franske projekt Africanism, hvor kendte DJs med afrikansk baggrund medvirker.
I 2005 havde han sit største hit med sangen "Love Generation" som opnåede høje placeringer på hitlister rundt om i verden, særligt i Australien og i Tyskland. Opfølgeren til "Love Generation" blev "World, Hold On", som også nåede høje placeringer på listerne i Europa. Senere kom også hittet "Rock This Party".

## Diskografi

### Singler
som The Mighty Bop
- 1994 "Les Jazz Electroniques", EP
- 1995 "Messe Pour Les Temps"
- 1996 "Ult Violett Sounds", EP
- 1998 "Feelin' Good"
- 2002 "I Go Crazy"
- 2003 "Lady", med Duncan Roy

som Africanism
- 2000 "Bisou Sucré"
- 2000 "Do It", med Eddie Amador
- 2001 "Kazet"
- 2002 "Viel Ou La"
- 2004 "Amour Kéfé"
- 2004 "Kalimbo"
- 2004 "Steel Storm", med Ladysmith Black Mambazo
- 2005 "Summer Moon", med David Guetta
- 2006 "Hard", med The Hard Boys

som Bob Sinclar
- 1996 "A Space Funk Project"
- 1996 "A Space Funk Project II"
- 1997 "Eu Só Quero um Xodó", med Salomé de Bahia
- 1998 "Gym Tonic", med Thomas Bangalter
- 1998 "My Only Love", med Lee Genesis
- 1998 "Super Funky Brake's Vol. I"
- 1998 "The Ghetto"
- 1998 "Ultimate Funk
- 2000 "I Feel For You", med Cerrone's Angels
- 2000 "Darlin'", med James "D-Train" Williams
- 2000 "Greetings From Champs Elysées EP"
- 2001 "Freedom" , med Gene Van Buren
- 2001 "Ich Rocke"
- 2001 "Save Our Soul"
- 2002 "The Beat Goes On", med Linda Lee Hopkins
- 2003 "Kiss My Eyes", med Camille Lefort
- 2003 "Prego", med Eddie Amador
- 2003 "Slave Nation"
- 2004 "Sexy Dancer", med Cerrone's Angels
- 2004 "Wonderful World", med Ron Carroll
- 2004 "You Could Be My Lover", med Linda Lee Hopkins
- 2005 "Generation", med Gary Pine
- 2006 "Generación Del Amor" (Spansk version)
- 2006 "World, Hold On (Children of the Sky)", med Steve Edwards
- 2006 "Rock This Party (Everybody Dance Now)", med Cutee B Feat. Dollarman & Big Ali

### Album
som Bob Sinclar
- Paradise (1998)
- Champs Elysées (2000)
- III (2003)
- Western Dream (2006)
- Soundz of Freedom (2007)
- Born in 69 (2009)
- Disco Crash (2012)
- Paris by Night (2013)

Andre alias
- 1994 A Finest Fusion Of Black Tempo, som Yellow Productions
- 1994 Ritmo Brasileiro, som Reminiscence Quartet
- 1995 Psycodelico (1995), som Reminiscence Quartet
- 1995 La Vague Sensorielle, som The Mighty Bop
- 1995 The Mighty Bop Meets DJ Cam & La Funk Mob, som The Mighty Bop, med DJ Cam og La Funk Mob
- 1996 Autres Voix, Autres Blues, som The Mighty Bop
- 1999 More Psycodelico, som Reminiscence Quartet
- 2000 Spin My Hits, som The Mighty Bop
- 2001 Africanism Allstars Vol. I, som Africanism
- 2002 The Mighty Bop, som The Mighty Bop
- 2004 Africanism Allstars Vol. II, som Africanism
- 2005 Africanism Allstars Vol. III, som Africanism
- 2006 Africanism Allstars Vol. IV, som Africanism